# روکمور، کبک
روکمور (به فرانسوی: Roquemaure) شهری در منطقه شهری آبیتیبی-وست ناحیه آبیتیبی-تمیسکامنگ در استان کبک کانادا است. در سرشماری سال ۲۰۱۱ این شهر ۴۳۶ نفر جمعیت داشته‌است و مساحت آن ۱۲۱٫۶۷ کیلومتر مربع است.